# Bâtiment des Carmélites (Chaumont)
Le bâtiment des Carmélites est un édifice situé à Chaumont dans le département de la Haute-Marne en région Grand Est.

## Historique
Les façades, les toitures et l'escalier intérieur du XVIIIe siècle avec sa rampe en fer forgé sont inscrits au titre des monuments historiques par arrêté du 24 février 1992.